# Christoph Sumann
Christoph Sumann (n. 19 ianuarie 1976, Judenburg, Stiria, Austria) este un biatlonist ce a reprezentat Austria, medaliat olimpic. A participat la 4 ediții ale Jocurilor Olimpice (2002, 2006, 2010, 2014) în care a câștigat două medalii de argint și o medalie de bronz.